# Croton viridulus
Croton viridulus är en törelväxtart som först beskrevs av Léon Camille Marius Croizat, och fick sitt nu gällande namn av Radcl.-sm. och Rafaël Herman Anna Govaerts. Croton viridulus ingår i släktet Croton och familjen törelväxter. Inga underarter finns listade i Catalogue of Life.